# Benz Patent-Motorwagen Nr. 3

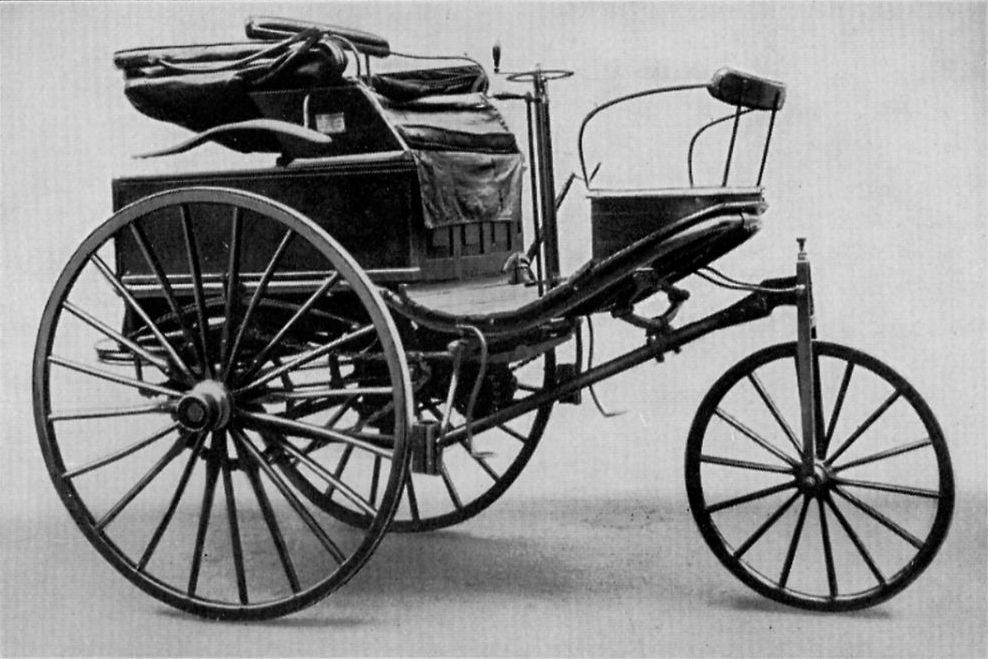
Een productieversie uit 1888: motorvermogen 1100 watt (1,5 pk), topsnelheid 4,5 m/s (16 km/u). Te koop voor 3000 Mark.

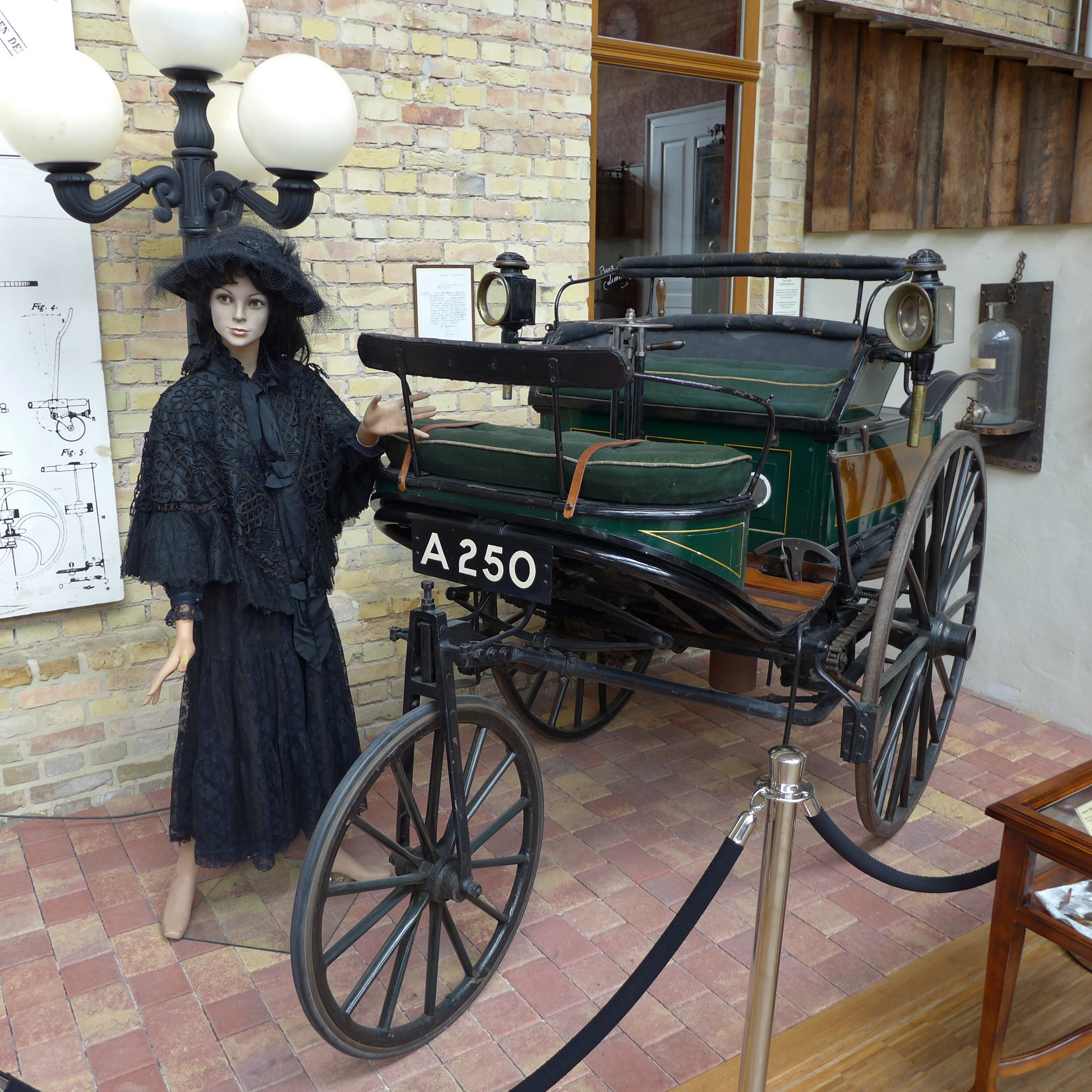
Beeld van Bertha Benz bij een No. 3 in het Automuseum Dr. Carl Benz.

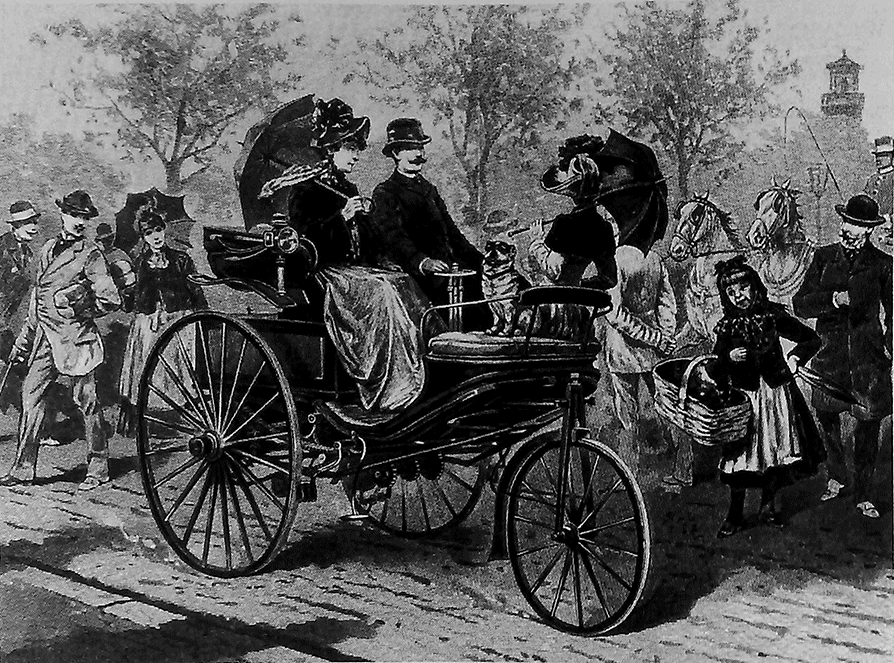
Carl en Bertha Benz in hun No. 3, houtsnede in de Illustrirte Zeitung, 1888.

De Benz Patent-Motorwagen Nr. 3 was het eerste voertuig van Carl Benz dat in de verkoop werd aangeboden. Het werd gebouwd van 1886 tot 1894 en was een doorontwikkeling van het eerste model, de Benz Patent-Motorwagen Nr. 1, die algemeen beschouwd wordt als de eerste goed werkende auto.

## Verschillen met de Patent-Motorwagen Nr. 1
Verbeteringen uit de tests werden continu ingevoerd in de productie, zodat bijna geen enkel exemplaar van hetzelfde type gelijk is aan een ander exemplaar.
Zo werd de eencilindermotor meerdere keren vergroot, van 954 cm³ (0,9 pk) voor Nr. 1 via 1045 cm³ (1,5 pk), 1660 cm³ (2,5 pk) tot en met 1990 cm³ (3 pk). Vanaf 1888 werd het tot dan toe liggende vliegwiel staand ingebouwd. Tegelijkertijd werd de inlaatschuif door een automatische inlaatklep (snuffelklep) vervangen.
De versnellingsbak had twee voorwaartse overbrengingen in plaats van slechts een en het enkelvoudige voorwiel was afgeveerd. De wielbasis groeide met 125 mm en in plaats van metalen spaakwielen werden houten spaakwielen toegepast. Het gewicht steeg tot 360 kg, de topsnelheid tot 20 km/h.
De tweezitter had een gedeeltelijke overkapping, was op wens met een noodzitbank leverbaar en kostte 3000 Mark.

## De rit van Bertha Benz
Beroemd werd de eerste regionale rit van een Patent-Motorwagen Nr. 3 met extra voorste zitbank. Zonder medeweten van haar echtgenoot stapte Bertha Benz begin augustus 1888 samen met haar zonen Richard en Eugen in deze automobiel en reed de 106 km lange weg van Mannheim via de tussenstations Wiesloch (waar ze in de stadsapotheek ligroïne "tanken" moesten), en Mingolsheim naar Pforzheim. De terugreis vond drie dagen later plaats via Bauschlott, Bretten, Bruchsal und Schwetzingen. Sinds 2008 herinnert de Bertha Benz Memorial Route aan haar pioniersrit. Deze prestatietest voerde tot verdere verbeteringen aan de constructie van de wagen, zo werd om de stijgingen te overwinnen een extra bergversnelling ingebouwd. Belangrijker was, dat de rit ruime aandacht trok en zo de verkoop van het model opstuwde.

## De wagen van Bertha Benz
De Patent-Motorwagen Nr. 3, die normaliter in het Londense Science Museum staat, is met grote waarschijnlijkheid de wagen van Bertha Benz. In ieder geval is het de oudste compleet origineel behouden automobiel ter wereld, omdat de in het Deutsches Museum te München staande Benz Patent-Motorwagen Nr. 1 rond 1900 opnieuw is opgebouwd. Sinds 2009 staat de wagen uit het Londense Science Museum als tijdelijke geleend object in het Automuseum Dr. Carl Benz in Ladenburg en is dus in zijn badische feitelijke geboorteplaats teruggekeerd.